# Them (Dania)
Them – miasto w Danii, w regionie Jutlandia Środkowa, w gminie Silkeborg.